# Konterbatterie
Konterbatterien waren Geschützaufstellungen, die man beim förmlichen Angriff auf eine Festung brauchte, um die Linien der Festung zu bekämpfen, die den Grabenübergang und die Bresche beschießen konnten.
Die Konterbatterien wurden vornehmlich zum Angriff auf die Flanken der bastionierten Front (batterie pour contrebattre les flancs) eingesetzt. Im Vaubanschen Angriffssystem wurden die Konterbatterien auf der Glaciskrönung angelegt.